# Bohumil Kovář
Bohumil Kovář (20. září 1921, Slavětice – 26. ledna 1979, Třebíč) byl český římskokatolický duchovní, člen jezuitského řádu, po dobu téměř deseti let administrátor v Hostimi na Znojemsku.

## Život
Narodil se ve Slavěticích u Hrotovic, jeho mladším bratrem byl Antonín Zdeněk Kovář, pozdější kapucín. Absolvoval obecnou školu v Dalešicích a následně i reformní reálné gymnázium ve Velkém Meziříčí, kde s výborným prospěchem maturoval v roce 1940. Poté nastoupil na teologii do brněnského alumnátu, ale po dvou absolvovaných ročnících byl v listopadu 1942 totálně nasazen na práci do Říše. V letech 1942 až 1944 pracoval v Ritterhude u Brém, poté v pracovním táboře v Ludwigshafenu, kde byl nasazen až do konce války.
Po návratu do osvobozeného Československa vstoupil 14. září 1945 do Tovaryšstva Ježíšova. Po dvouletém noviciátu na Velehradě a dvouletém studiu filozofie v Děčíně (byly mu započteny předchozí dva ročníky teologie v Brně) byl poslán k dalšímu studiu do Trnavy. Tam byl 13. dubna 1950 zajištěn komunistickou státní mocí a spolu s ostatními jezuity internován v rámci tzv. Akce K nejprve v Jasově a později v Podolinci. 5. září 1950 byl odeslán k 52. PTP do Svaté Dobrotivé v Čechách, ale již 24. prosince 1950 přijal v Praze tajné kněžské svěcení z rukou světícího biskupa Kajetána Matouška. Ze svazku PTP byl propuštěn 31. prosince 1953.
Po skončení vojny pracoval s P. Františkem Slavíkem jako železář v Pardubicích a od roku 1956 sloužil jako kostelník P. Slavíka v Robousích. Tam byli oba 26. ledna 1960 zatčeni a v rámci procesu s řádovým viceprovinciálem Antonínem Zgarbíkem odsouzeni na tři roky vězení. Z valdické věznice byl Bohumil Kovář propuštěn na amnestii 10. května 1962 a až do roku 1968 pracoval jako stavební dělník v Dolní Rožínce. Díky politickému uvolnění koncem šedesátých let pobýval v letech 1968 až 1969 v Innsbrucku, kde si doplňoval studia. Po návratu v roce 1969 byl ustanoven administrátorem v Hostimi na Znojemsku, kde působil až do své smrti. Zemřel v třebíčské nemocnici. Pohřbu v Dalešicích se zúčastnili mj. tehdejší řádový provinciál Jan Pavlík, jezuita František Lízna nebo disidentka Dana Němcová, jejíhož zetě Milana Hlavsu P. Kovář v roce 1974 pokřtil.